# فالديمورايلو دي لا سايرا
بلدية فالديمورايلو دي لا سايرا (بالإسبانية: Valdemorillo de la Sierra)‏، هي إحدى بلديات مقاطعة قونكة إحدى مقاطعات إسبانيا، و التي تقع في منطقة قشتالة لا منتشا وسط البلاد, و المائلة لجهة الشرق من إسبانيا.
يبلغ عدد سكانها 84 نسمة وفقاً لإحصائية سنة (2007).